# رولاندو بلاكمان
رولاندو بلاكمان (بالإنجليزية: Rolando Blackman)‏ مواليد 26 فبراير 1959 في مدينة بنما، هو لاعب كرة سلة أمريكي سابق أصبح مدرباً بدأ مسيرته الاحترافية في سنة 1981 وحمل الرقم 22 و20. يبلغ طوله 6 قدم 6 بوصة (2.0 م). اعتزل اللعب في 1997.

## فرق لعب لها
- دالاس مافيريكس
- نيويورك نيكس
- أولمبيا ميلانو
- ليموج سي إس بي

## روابط خارجية
- رولاندو بلاكمان على موقع إن بي أي (الإنجليزية)
- رولاندو بلاكمان على موقع سبورتس رفرنس (الإنجليزية)
- رولاندو بلاكمان على موقع كلية كرة السلة في سبورتس رفرنس.كوم (الإنجليزية)
- رولاندو بلاكمان على موقع ريلجم (الإنجليزية)
- رولاندو بلاكمان على موقع بروبوليرز (الإنجليزية)
- رولاندو بلاكمان على موقع قاعة المشاهير الجامعة الوطنية لكرة السلة (الإنجليزية)
- رولاندو بلاكمان على موقع سبورتس رفرنس (الإنجليزية)
- رولاندو بلاكمان على موقع قاعة كنساس للمشاهير الرياضية (مؤرشف) (الإنجليزية)